# Różanka-Leśniczówka
Różanka-Leśniczówka – osada leśna w Polsce, w województwie warmińsko-mazurskim, w powiecie kętrzyńskim, w gminie Srokowo. Wchodzi w skład sołectwa Siniec.
Do 2023 miejscowość była częścią wsi Siniec.
W latach 1975–1998 Różanka-Leśniczówka administracyjnie należała do województwa olsztyńskiego.